# 萨维尼奥内
萨维尼奥内（義大利語：Savignone），是意大利热那亚省的一个市镇。总面积21.7平方公里，人口3232人，人口密度148.9人/平方公里（2009年）。ISTAT代码为010057。